# Datierung (Urkunde)

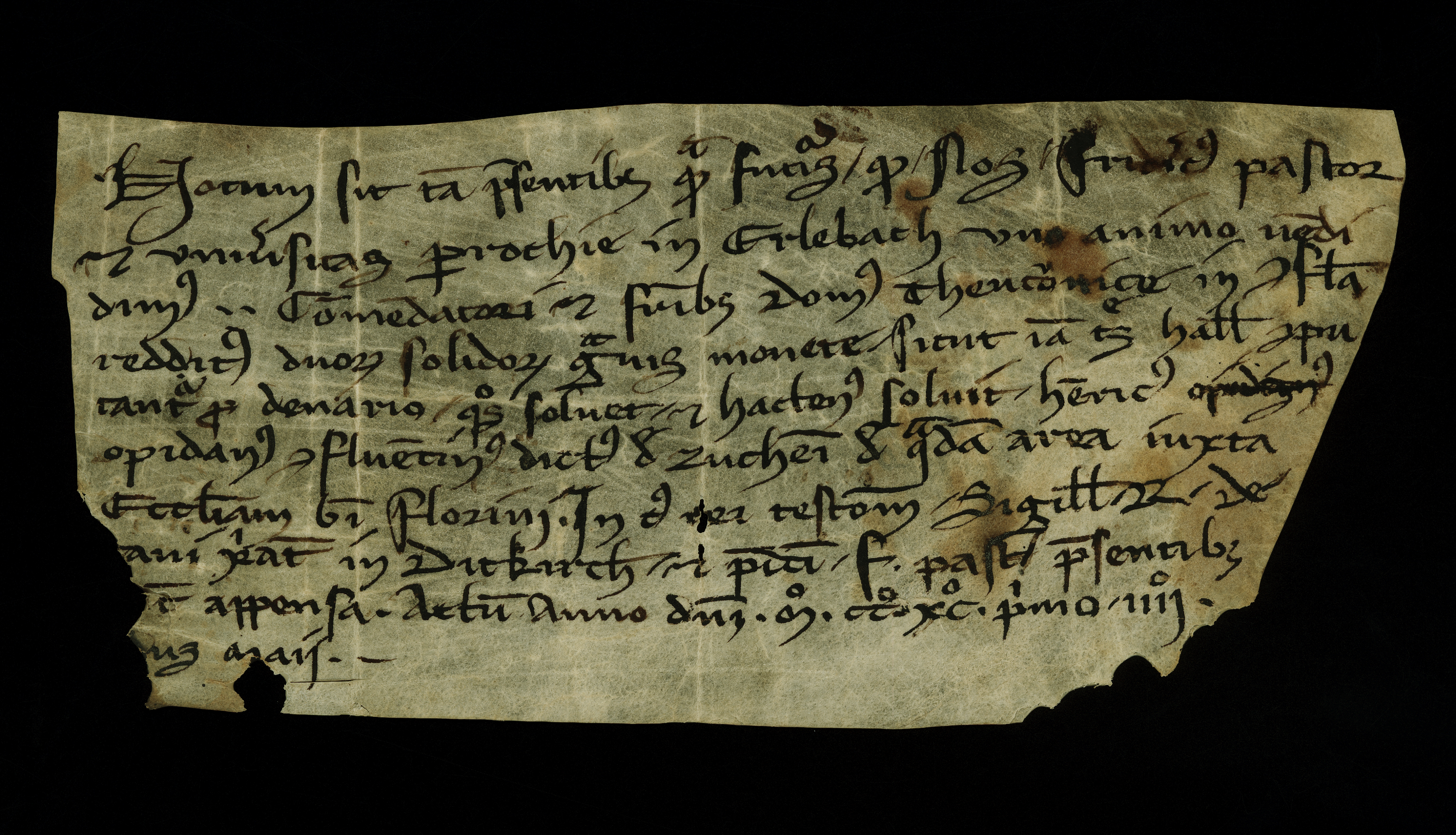
Verkauf einer Rente an die Deutschordensballei Koblenz vom 12. Mai 1291. Die Datierung beginnt beim dritten Wort der vorletzten Zeile: Actum anno Domini M CC XC primo, IIII idus Maii.

Der Begriff Datierung oder Datumszeile ist abgeleitet aus dem Lateinischen „datum“ (deutsch: „gegeben am“). Die Datierung von Urkunden gehört zu den historischen Hilfswissenschaften der Diplomatik und Chronologie. Sie befindet sich bei Privaturkunden (beispielsweise Notariatsinstrumenten) meist am Anfang des Dokuments, unmittelbar hinter der Invocatio, bei Königs-/Kaiser- und Papsturkunden im Eschatokoll. In der Datierung wird der Zeitpunkt der Urkundenausstellung oder der Rechtshandlung und der Ort benannt. Es können unterschiedliche Angaben für Actum (Rechtshandlung) und Datum (Aushändigung) vorkommen. In manchen Urkunden wird zudem noch der Datar (Aushändiger) angegeben.

## Jahresangabe
Vor allem in mittelalterlichen Urkunden wurden als Jahresangabe die Regierungszeiten der Herrscher verwendet. Dies war eine der häufigsten Datierungsmöglichkeiten. Trotzdem gibt es bei der Ermittlung des Datums mehrere Möglichkeiten, die den Beginn des neuen Herrscherjahres anzeigen (Epochentag):
- karolingische Zeit: Todestag des Vaters
- ottonisch-salische Zeit: Tag der Krönung
- nachstaufische Zeit: Wahl des weltlichen Herrschers

Daher können Probleme bei der Datierungsauflösung entstehen.
Außerdem wurde in diesen Urkunden bei einer sogenannten großen Datierung die Indiktion genannt. Diese war ein antiker, römischer Steuerzyklus, welcher 15 Jahre dauerte und theoretisch 3 v. Chr. begonnen hat. Die Angabe der Indiktion wurde von Kaiser Justinian I. (482–565) verpflichtend festgeschrieben, um den Urkunden Rechtsgültigkeit zu übertragen.
Die Päpste des Mittelalters rechneten die Jahre seit Papst Hadrian I. (772–795) mit ihren Pontifikatsjahren.
Erst spät begannen die Datare nach dem Inkarnationsjahr, also beginnend mit Christi Geburt, zu datieren. Auch hierbei entstanden Probleme, da es mehrere existierende Jahresanfänge gab: Zum Beispiel war dieser am 1. Januar in Rom und am 1. September in Konstantinopel.

## Tagesangabe
Auch die Tagesbezeichnung wurde im Mittelalter unterschiedlich gewählt. Zum Beispiel diente als Vorbild der römische Kalender mit den sogenannten Kalenden (1. des Monats), Nonen (5. des Monats) und Iden (13. des Monats). Dabei ist zu beachten, dass bei den Monaten März, Mai, Juli und Oktober (auch Monate des MOMJul genannt) die Nonen jeweils am 7. und die Iden am 15. Tag liegen. Die Tage vor diesen Angaben wurden pridie genannt. Alle anderen Tage wurden berechnet, indem man eine Zahl vor die Tagesangabe setzte und sie vom Ausgangsdatum subtrahierte, dabei den Anfangstag mitzählte.
Beispiele:
| Kalenden                               | Nonen                               | Iden                                |
| -------------------------------------- | ----------------------------------- | ----------------------------------- |
| kalendas februarii = 1. Februar        | nonas februarii = 5. Februar        | idus februarii = 13. Februar        |
| pridie kalendas februarii = 31. Januar | pridie nonas februarii = 4. Februar | pridie idus februarii = 12. Februar |
| quarto kalendas februarii = 29. Januar | quarto nonas februarii = 2. Februar | quarto idus februarii = 10. Februar |
| kalendas maii = 1. Mai                 | nonas maii = 7. Mai                 | idus maii = 15. Mai                 |
| pridie kalendas maii = 30. April       | pridie nonas maii = 6. Mai          | pridie idus maii = 14. Mai          |
| quarto kalendas maii = 28. April       | quarto nonas maii = 4. Mai          | quarto idus maii = 12. Mai          |

Weitere Tagesbezeichnungen konnten in einer Urkunde die Gedenktage der Heiligen darstellen. Da diese Tage allgemein bekannt waren, wurden diese anstelle des römischen Kalenders verwendet.
Im späteren Mittelalter wird auch die heute übliche Datierung nach Monatstagen häufiger.
Auch für die Bezeichnung der Wochentage gab es im Mittelalter zwei Möglichkeiten:
1. Die jüdisch-christliche, welche die Woche von Sonntag bis Samstag durchzählte (z. B. feria secunda = Montag).
2. Die heidnisch-römische, welche die Tagesnamen an den Namen der Planeten festmachte (dies mercurii = Mittwoch).[3]

## Beispiel und Auflösung einer großen Datierung
Beispiel: Dat. Wirzeburc XVII kal. Aprilis, indictione Vta, anno dominice incarnationis M°C°L°VII° regnante domino Friderico Romanorum imperatore invictissimo, anno regni eius Vto, imperii vero IIo, actum est in Christo feliciter amen.
Übersetzung: Gegeben in Würzburg, am 17. Tag vor den Kalenden des April, in der fünften Indiktion, im Jahre der Fleischwerdung  des Herrn 1157, in der Regierungszeit des Herrn Friedrich, des unbesiegten Kaisers der Römer, im fünften Jahr seiner Königsherrschaft, aber im zweiten Jahr seiner Kaiserherrschaft, geschehen in Christus glückbringend Amen.
Auflösung: Die Urkunde ist am 16. März 1157 ausgestellt worden. Kaiser Friedrich I. wurde 1152 zum König und 1155 zum Kaiser gekrönt. Dies stimmt mit den in der Urkunde angegebenen Königs- und Kaiserjahren überein.

## Weitere Probleme bei der Datierung
Seit dem Jahr 1582 gibt es durch die Kalenderreform Papst Gregors XIII. zusätzliche Probleme beim Auflösen der Datierung. Bei der Reform wurden 10 Tage des Oktober 1582 weggelassen, um Kalender- und Sonnenjahr wieder aufeinander anzupassen. Doch da dieser Kalender vom Papst erlassen wurde, nahmen ihn die protestantischen und orthodoxen Länder nicht an und so gab es beispielsweise im Heiligen Römischen Reich bis 1700 nicht nur den gregorianischen, sondern auch den julianischen Kalender. Bei manchen Urkunden, meist Friedensverträgen, wurden in dieser Zeit beide Daten angegeben.
Weiterhin muss bei der Überprüfung der Datierung mit einer absichtlichen Falschdatierung gerechnet werden, da bei manchen Urkundenausstellungen nicht alle Vertragspartner anwesend waren und so zurückdatiert wurde.